# Arctia insolita
Arctia insolita är en fjärilsart som beskrevs av Edward Alfred Cockayne 1949. Arctia insolita ingår i släktet Arctia och familjen björnspinnare. Inga underarter finns listade i Catalogue of Life.